# 同根語
同根語（どうこんご、英: cognate）とは、言語学において、共通の起源を持つ単語をいう。
それは、同じ言語の中で発生する場合がある（同根語#同一言語内の同根語を参照）。
例えば、2つの英単語「shirt」（シャツ）と「skirt」（スカート）は、ともにインド・ヨーロッパ祖語の単語「sker-（「刈ること」という意味）に由来している。
それはまた、複数語の言語にわたって発生する場合もある（同根語#言語間の同根語を参照）。
例えば英単語の「night」とドイツ語単語の「Nacht」は、いずれもインド・ヨーロッパ祖語の単語「nokt-」から派生した、「夜」を意味する単語である。
語「cognate」は、ラテン語の「cognatus」に由来している。
co（with ともに）+gnatus
natusは、nascor（to be born 生まれること）の過去分詞。
単語は文字通り「由来によって関連があるか、共通の祖先を持っているか、類似した性質や特性や役目によって関連がある」ということを意味している。
注意すべきは、「一見すると似ているが、同じ語源から派生したものではないケース」で、これを「見かけ（偽）の同根語」(en:false cognates)と呼ぶ。他方、真の同根語（語形も似ている）でありながら意味が異なるケースは「見かけ（偽）の友達」(英en:false friend、仏faux-ami、空似言葉)と呼ぶ。

## 特徴
同根語は同義であるとは限らず、歴史とともにそれぞれの意味を獲得していくケースもある。例えば、英語のstarve（「餓死する」）、オランダ語のsterven（「死ぬ」）、ドイツ語のsterben（「死ぬ」）はゲルマン祖語の*sterbaną（「死ぬ」）に由来するが、現代の英語で「死ぬ」の意味はdieである。discusはギリシア語のδίσκος（動詞δικεῖν「投げる」から）から派生したもので、deskもこのギリシア語と同根だが、中世ラテン語のdescaを経て英語に入ったものである。
語形が似ているとも限らない。例えば、英語のfather（「父」）、フランス語のpère、アルメニア語のհայր (hayr)はインド・ヨーロッパ祖語の*ph₂tḗrに直接遡るものである。極端な例では、アルメニア語のերկու (erku)と英語のtwo（数字の「２」）はともにインド・ヨーロッパ祖語の*dwóh₁に由来する（アルメニア語では*dw > erkの音韻変化は規則的な変化である）。

## 言語間の同根語
例として、インド・ヨーロッパ祖語の*nókʷts（「夜」）に由来するものには、英語のnightを始め、以下の例がある。nicht (スコットランド語), Nacht (ドイツ語), nacht (オランダ語), nag (アフリカーンス語), Naach (ケルン語), natt (スウェーデン語, ノルウェー語), nat (デンマーク語), nátt (フェロー語), nótt (アイスランド語), noc (チェコ語, スロバキア語, ポーランド語), ночь/noch (ロシア語), ноќ/noć (マケドニア語), нощ/nosht (ブルガリア語), nishi (ベンガル語), ніч/nich (ウクライナ語), ноч/noch/noč (ベラルーシ語), noč (スロベニア語), noć (ボスニア語, セルビア語, クロアチア語), nakts (ラトビア語), naktis (リトアニア語), νύξ/nyx (古代ギリシア語), νύχτα/nychta (現代ギリシア語), nakt- (サンスクリット語), natë (アルバニア語), nos (ウェールズ語, コーンウォール語), noz (ブルトン語), nox/nocte (ラテン語), nuit (フランス語), noche (スペイン語), nueche (アストゥリア語), noite (ポルトガル語, ガリシア語), notte (イタリア語), nit (カタルーニャ語), nuèch/nuèit (オック語), noapte (ルーマニア語)。
別の例はインド・ヨーロッパ祖語の*h₂stḗr (「星」)で、英語のstarを始め、以下の例がある。starn (スコットランド語), Stern (ドイツ語), ster (オランダ語, アフリカーンス語), Schtähn (ケルン語), stjärna (スウェーデン語), stjerne (ノルウェー語, デンマーク語), stjarna (アイスランド語), stjørna (フェロー語), stairno (ゴート語), str- (サンスクリット語), tara (ヒンドゥスターニー語, ベンガル語), tera (シレット語), tora (アッサム語), setāre (ペルシア語), stoorei (パシュトー語), estêre, stêrk (クルド語), astgh (アルメニア語), ἀστήρ (astēr) (古代ギリシア語), ἀστέρι/ἄστρο, asteri/astro (現代ギリシア語), astrum/stellă (ラテン語), astre/étoile (フランス語), astro/stella (イタリア語), stea (ルーマニア語, ヴェネツィア語), estel (カタルーニャ語), astru/isteddu (サルデーニャ語), estela (オック語), estrella/astro (スペイン語), estrella (アストゥリア語, レオン語), estrela and astro (ポルトガル語, ガリシア語), seren (ウェールズ語), steren (コーンウォール語), sterenn (ブルトン語)。
アラビア語の سلام salām、ヘブライ語の שלום shalom、アッシリア現代アラム語のshlama、アムハラ語のselam (全て意味は「平和」)はセム祖語の *šalām-（「平和」）に由来する。
以上のように一見して判別できる同根語だけでなく、判別が容易でない同根語もある。英語のmilk（「牛乳」）の同根語にはドイツ語のMilch、オランダ語のmelk、ロシア語のмолоко (moloko)、セルビア語・スロベニア語のmleko、モンテネグロ語・ボスニア語・クロアチア語のmlijekoがあり、これは判別が容易な例であるが、フランス語のlait、カタルーニャ語のllet、イタリア語のlatte、ルーマニア語のlapte、スペイン語のleche、ポルトガル語・ガリシア語のleiteが、古代ギリシャ語のγάλακτος gálaktos (γάλα gála「牛乳」の単数属格)に由来することは、一見して判別しがたい例である。このケースでは中間形としてラテン語のlac（や、英語のlacticなどのラテン語由来の語彙）を挟むと繋がりが明瞭になる。
意味が正反対になる同根語もある。例えば、ヘブライ語の חוצפה chutzpahは「無礼」の意味だが、古典アラビア語(Classical Arabic)の حصافة ḥaṣāfahは「健全な判断」となる。また、英語のempathyは「共感」だが、現代ギリシア語のεμπάθεια/empathiaは「悪意」の意味になる。

## 同一言語内の同根語
同一言語内の同根語は二重語(doublet)と呼ばれ、意味が時に微妙に、時に全く異なるケースがある。例えば、英語のward（「区」「保護」など）とguard（「守る」）は同根語で、インド・ヨーロッパ祖語の*wer-（「つかむ」「見守る」）に由来し、shirt（「シャツ」）とskirt（「スカート」）はインド・ヨーロッパ祖語の*sker-（「切る」）に由来する。この後者の例のように、片方（skirt）はインド・ヨーロッパ祖語から別の近接言語を経由して英語に入った一方で、もう片方（shirt）は英語古来の語彙である、というケースもある。この例のskirtは英国のデーンロウ時代（9～10世紀）の古ノルド語からの借用である。
二重語の双方ともに外国語から入ったというケースもあり、同根語ながら移入の時期が異なることがある。例えば、chief（「リーダー」「長」）は中世フランス語のchef（「かしら」）に由来し、「チーフ」の音韻は中世フランス語の発音の「チェフ」を取り入れたものとなっているが、chef（料理人長）は同じフランス語ながらその数世紀後のフランス語に由来し、語頭の子音の発音も、その時期までに変化していたフランス語のshを取り入れて「シェフ」となっている。これと似たケースは、wain（「大荷車」、英語古来の語彙）、waggon/wagon（「四輪車」、オランダ語由来）、vehicle（「乗り物」、ラテン語由来）の関係性にも見られる。
ある単語が別の言語に入り、そこで別の語形や意味を獲得してから元の言語に再借用されて導入されるケースもある。例えば、ギリシャ語のκίνημα（kinima、「運動」「動き」）は、フランス語に入ってcinéma（「映画」）となり、後にギリシャ語に戻ってσινεμά（sinema、「映画」「映画館」）として取り入れられた。この場合、ギリシャ語ではκίνημα（kinima、「運動」「動き」）とσινεμά（sinema、「映画」「映画館」）は同根語（二重語）である。
英語のgrammarとglamourも同根語である。

## 見かけの同根語
見かけの同根語(false cognates、「欺瞞的同根語」とも)とは、一般には同根語だと考えられているが、言語学的には無関係とされるケースを指す。例えば、ラテン語のhabēreとドイツ語のhabenはどちらも「持つ」（英語でto have）の意味で、一見すると同根語に見えるが、実際には、異なる語源から派生した語彙であるため、同根語ではない。ドイツ語のhaben（と英語のhaveも）はインド・ヨーロッパ祖語の*kh₂pyé-（「つかむ」、英to grasp）に由来し、ラテン語でこれと同根の言葉はcapere（「つかむ」）になる。他方、ラテン語のhabēreはインド・ヨーロッパ祖語の*gʰabʰ（「与える」、英to give）に由来し、その同根語は英語ではgive、ドイツ語ではgebenとなる。つまり、ラテン語のhabēreとドイツ語のhabenは真の同根語ではなく「見かけの同根語」である。
同様に、英語のmuchとスペイン語のmuchoも語形が似ており、意味も似ているが、同根語ではない。muchはゲルマン祖語の*mikilaz（<インド・ヨーロッパ祖語の*meǵ-）に由来し、スペイン語のmuchoはラテン語のmultum（<インド・ヨーロッパ祖語の*mel-）に由来する。英語muchの真の同根語はスペイン語のmañoである。

## 注
1. ↑  Cassell's Latin Dictionary
2. ↑   Dictionary definition of cognate on Answers.com. en:The American Heritage® Dictionary of the English Language, Fourth Edition Copyright © 2004 by Houghton Mifflin Company. Published by Houghton Mifflin Company.